# Шіралі Муслімов
Шіралі Фарзалі огли Муслімов (азерб. Şirəli Müslümov, у деяких джерелах — Міслімов; (26 березня 1805 , Barzavud, Лерікський район  — 2 вересня 1973 , Barzavud, Лерікський район )) — азербайджанський чабан, талиш за національністю, який, згідно з неперевіреними даними, прожив 168 років.

## Біографія
Муслімов народився 1805 року і прожив у талишському селищі Барзаву Леріцького району Азербайджану .
У паспорті Муслімова було зазначено, що він народився 26 березня 1805, а помер 2 вересня 1973 року. За словами довгожителя, його батько дожив до 110 років, а мати до 90-ти. Відомо, що третя дружина Муслімова померла на 105-у році життя, з них проживши 15 років після смерті чоловіка .
Оскільки у Муслімова не було свідоцтва про народження, західні дослідники відмовляються вважати його найстарішою людиною в історії. У «Книзі рекордів Гіннеса» стверджується, що вік Муслімова був завищений на 40-50 років .

## Родина
Третя дружина — Хатум-ханум (1884—1988). У шлюбі народилася донька .

## Відображення у масовій культурі
- За радянських часів про нього зняли документальний фільм «Ширалі спускається з гір»[9] .
- У 1993 році занесений до книги рекордів Росії, країн СНД та Балтії «Диво 93. Чудеса. Рекорди. Досягнення»[15] .